# Desulfitobacterium dehalogenans
Desulfitobacterium dehalogenans è una specie di batterio appartenente alla famiglia delle Peptococcaceae.